# Кубок Англії з футболу 1886—1887
Кубок Англії з футболу 1886—1887 — 16-й розіграш найстарішого футбольного турніру у світі, Кубка виклику Футбольної Асоціації, також відомого як Кубок Англії. Вперше титул здобула Астон Вілла.

## Перший раунд
Клуби Честер, Лінкольн Сіті, Россендейл та Ротергем Таун пройшли до наступного раунду після жеребкування.
| Дата                      | Господарі                   | Рахунок                            | Гості                            |
| ------------------------- | --------------------------- | ---------------------------------- | -------------------------------- |
| 9 жовтня                  | Блекберн Парк Роад          | 2:2                                | Кліфтонвілл                      |
| 23 жовтня Перегравання    | Кліфтонвілл                 | 7:2                                | Блекберн Парк Роад               |
| 16 жовтня                 | Бутл                        | 2:4                                | Грейт Лівер                      |
| 16 жовтня                 | Терд Ланарк                 | 5:0                                | Хаєр Волтон                      |
| 23 жовтня                 | Лінкольн Ліндум             | 0:1                                | Грантем                          |
| 23 жовтня                 | Клептон                     | 0:5                                | Крузейдерс                       |
| 23 жовтня                 | Аптон Парк                  | 9:0                                | 1-й Суррейський стрілецький полк |
| 23 жовтня                 | Свіфтс                      | 13:0                               | Лутон Вондерерз                  |
| 23 жовтня                 | Рочестер                    | 0:2                                | Марлоу                           |
| 23 жовтня                 | Готспур                     | 3:1                                | Лутон Таун                       |
| 23 жовтня                 | Олд Картузіанс              | 2:1                                | Редінг                           |
| 23 жовтня                 | Блекберн Олімпік            | 1:3                                | Партік Тісл                      |
| 23 жовтня                 | Астлі Брідж                 | 3:3                                | Бернлі                           |
| 30 жовтня Перегравання    | Бернлі                      | 2:2 (Бернлі був дискваліфікований) | Астлі Брідж                      |
| 23 жовтня                 | Рексем Олімпікс             | 1:4                                | Кру Александра                   |
| 23 жовтня                 | Лік                         | 2:1                                | Друїдс                           |
| 23 жовтня                 | Дарвен Олд Вондерерс        | 1:4                                | Кавлерс                          |
| 23 жовтня                 | Черк                        | 8:1                                | Гартфорд Сент-Джонс              |
| 23 жовтня                 | Освальдтвістл Роверз        | 2:3                                | Віттон                           |
| 23 жовтня                 | Свіндон Таун                | 1:0                                | Вотфорд Роверз                   |
| 30 жовтня                 | Дарвен                      | 7:1                                | Гарт оф Мідлотіан                |
| 30 жовтня                 | Саут Бенк                   | 0:4                                | Гейнсборо Триніті                |
| 30 жовтня                 | Сток                        | 10:1                               | Карнарвон Вондерерз              |
| 30 жовтня                 | Шеффілд                     | 0:3                                | Ноттс Рейнджерс                  |
| 30 жовтня                 | Клепем Роверз               | 0:6                                | Олд Брайтоніенс                  |
| 30 жовтня                 | Квінз Парк                  | 0:3                                | Престон Норт-Енд                 |
| 30 жовтня                 | Олд Ітоніанс                | 1:0                                | Роял Енджинірс                   |
| 30 жовтня                 | Олд Вайкгемістс             | 3:0                                | Гановер Юнайтед                  |
| 30 жовтня                 | Олд Гарровіанс              | 0:4                                | Олд Вестмінстер                  |
| 30 жовтня                 | Ноттс Каунті                | 13:0                               | Башфорд Роверз                   |
| 30 жовтня                 | Гендон                      | 1:2                                | Лондон Каледоніанс               |
| 30 жовтня                 | Олд Форестерс               | +:-                                | Кеннон                           |
| 30 жовтня                 | Ноттінгем Форест            | 3:0                                | Ноттс Олімпік                    |
| 30 жовтня                 | Блекберн Роверз             | +:-                                | Голлівелл                        |
| 30 жовтня                 | Астон Вілла                 | 13:0                               | Венсбері Олд Атлетік             |
| 30 жовтня                 | Стейвелі                    | 7:0                                | Аттеркліфф                       |
| 30 жовтня                 | Смол Гіт Альянс             | 1:3                                | Мітчелл Сент-Джорджс             |
| 30 жовтня                 | Шеффілд Гілі                | 1:4                                | Грімсбі Таун                     |
| 30 жовтня                 | Болтон Вондерерз            | 5:3                                | Саут Шор                         |
| 30 жовтня                 | Локвуд Братерс              | 1:0                                | Лонг Ітон Рейнджерс              |
| 30 жовтня                 | Чатем                       | +:-                                | Борнмут                          |
| 30 жовтня                 | Нортвіч Вікторія            | 10:0                               | Фернесс Вейл Роверз              |
| 30 жовтня                 | Чарч                        | 1:1                                | Роутенстол                       |
| 13 листопада Перегравання | Роутенстол                  | 1:7                                | Чарч                             |
| 30 жовтня                 | Астон Юніті                 | 1:4                                | Дербі Каунті                     |
| 30 жовтня                 | Саут Редінг                 | 0:2                                | Мейденгед                        |
| 30 жовтня                 | Редкар                      | 4:0                                | Тайн Ассоціейшн                  |
| 30 жовтня                 | Вулвергемптон Вондерерз     | 6:0                                | Матлок                           |
| 30 жовтня                 | Вест-Бромвіч Альбіон        | 6:0                                | Бертон Вондерерз                 |
| 30 жовтня                 | Бірмінгем Ексельсіор        | 3:3                                | Дербі Мідленд                    |
| 13 листопада Перегравання | Дербі Мідленд               | 2:1                                | Бірмінгем Ексельсіор             |
| 30 жовтня                 | Сандерленд                  | 2:1 (результат скасовано)          | Ньюкасл Вест Енд                 |
| 13 листопада Перегравання | Ньюкасл Вест Енд            | 1:0                                | Сандерленд                       |
| 30 жовтня                 | Дербі Сент-Люкс             | 3:3                                | Волсолл Таун                     |
| 13 листопада Перегравання | Волсолл Таун                | 6:1                                | Дербі Сент-Люкс                  |
| 30 жовтня                 | Голденгілл Вондерерз        | 4:2 (результат скасовано)          | Маклсфілд Таун                   |
| 13 листопада Перегравання | Маклсфілд Таун              | 2:3                                | Голденгілл Вондерерз             |
| 30 жовтня                 | Кежуалс                     | 2:4                                | Далвіч                           |
| 30 жовтня                 | Бертон Свіфтс               | 0:1                                | Кроссвеллс Бревері               |
| 30 жовтня                 | Боллінгтон                  | 2:8                                | Освестрі Таун                    |
| 30 жовтня                 | Барслем Порт Вейл           | 1:1                                | Дейвенгем                        |
| 13 листопада Перегравання | Барслем Порт Вейл           | 3:0                                | Дейвенгем                        |
| 30 жовтня                 | Горнкастл                   | 2:0                                | Дарлінгтон                       |
| 30 жовтня                 | Рейнджерс                   | +:-                                | Евертон                          |
| 30 жовтня                 | Чешам                       | 4:2                                | Ліндгерст                        |
| 30 жовтня                 | Веллінгтон Сент-Джорджс     | 0:1                                | Дербі Джанкшн                    |
| 30 жовтня                 | Флітвуд Рейнджерс           | +:-                                | Ньютон Гіт                       |
| 30 жовтня                 | Рентон                      | 1:0                                | Аккрінгтон                       |
| 30 жовтня                 | Бішоп Окленд Чарч Інстітьют | 0:1                                | Мідлсбро                         |
| 30 жовтня                 | Клітгорпс Таун              | 2:1                                | Ноттс Меллорс                    |

## Другий раунд
До другого раунду увійшли переможці першого раунду.
Клуби Олд Форестерс, Волсолл Таун, Горнкастл та Барслем Порт Вейл пройшли до наступного раунду після жеребкування.
| Дата                      | Господарі               | Рахунок                            | Гості                |
| ------------------------- | ----------------------- | ---------------------------------- | -------------------- |
| 13 листопада              | Престон Норт-Енд        | 6:0                                | Віттон               |
| 13 листопада              | Ноттс Каунті            | 3:3                                | Ноттс Рейнджерс      |
| 20 листопада Перегравання | Ноттс Каунті            | 5:0                                | Ноттс Рейнджерс      |
| 13 листопада              | Ноттінгем Форест        | 2:2                                | Грімсбі Таун         |
| 20 листопада Перегравання | Грімсбі Таун            | 0:1                                | Ноттінгем Форест     |
| 13 листопада              | Олд Картузіанс          | 4:2                                | Крузейдерс           |
| 13 листопада              | Нортвіч Вікторія        | 0:0                                | Черк                 |
| 20 листопада Перегравання | Черк                    | 3:0                                | Нортвіч Вікторія     |
| 13 листопада              | Грейт Лівер             | 1:3                                | Кліфтонвілл          |
| 13 листопада              | Вулвергемптон Вондерерз | 14:0                               | Кроссвеллс Бревері   |
| 13 листопада              | Терд Ланарк             | 2:3                                | Болтон Вондерерз     |
| 16 листопада              | Олд Брайтоніенс         | 1:1                                | Олд Вестмінстер      |
| 20 листопада Перегравання | Олд Вестмінстер         | 3:0                                | Олд Брайтоніенс      |
| 20 листопада              | Честер                  | 1:0 (Бернлі був дискваліфікований) | Голденгілл Вондерерз |
| 20 листопада              | Дарвен                  | +:-                                | Астлі Брідж          |
| 20 листопада              | Грантем                 | 3:2                                | Редкар               |
| 20 листопада              | Марлоу                  | 4:0                                | Аптон Парк           |
| 20 листопада              | Мейденгед               | 2:3                                | Далвіч               |
| 20 листопада              | Свіфтс                  | 7:1                                | Свіндон Таун         |
| 20 листопада              | Олд Вайкгемістс         | 0:1                                | Лондон Каледоніанс   |
| 20 листопада              | Астон Вілла             | 6:1                                | Дербі Мідленд        |
| 20 листопада              | Стейвелі                | 4:0                                | Ротергем Таун        |
| 20 листопада              | Чатем                   | 1:0                                | Готспур              |
| 20 листопада              | Россендейл              | 1:4                                | Кавлерс              |
| 20 листопада              | Кру Александра          | 6:4                                | Сток                 |
| 20 листопада              | Мідлсбро                | 1:1                                | Лінкольн Сіті        |
| 27 листопада Перегравання | Лінкольн Сіті           | 2:0                                | Мідлсбро             |
| 20 листопада              | Вест-Бромвіч Альбіон    | 2:1                                | Дербі Джанкшн        |
| 20 листопада              | Лік                     | 4:2                                | Освестрі Таун        |
| 20 листопада              | Дербі Каунті            | 1:2                                | Мітчелл Сент-Джорджс |
| 20 листопада              | Чешам                   | 1:7                                | Олд Ітоніанс         |
| 20 листопада              | Партік Тісл             | 7:0                                | Флітвуд Рейнджерс    |
| 20 листопада              | Рентон                  | 2:2                                | Блекберн Роверз      |
| 7 грудня Перегравання     | Блекберн Роверз         | 0:2                                | Рентон               |
| 20 листопада              | Клітгорпс Таун          | 1:4                                | Локвуд Братерс       |
| 20 листопада              | Ньюкасл Вест Енд        | 2:6                                | Гейнсборо Триніті    |
| 21 листопада              | Рейнджерс               | 2:1                                | Чарч                 |

## Третій раунд
До третього раунду увійшли переможці другого раунду.
Клуби Свіфтс, Кру Александра та Вест-Бромвіч Альбіон пройшли до наступного раунду після жеребкування.
| Дата                  | Господарі               | Рахунок | Гості                   |
| --------------------- | ----------------------- | ------- | ----------------------- |
| 4 грудня              | Рейнджерс               | 3:2     | Кавлерс                 |
| 4 грудня              | Кліфтонвілл             | 1:11    | Партік Тісл             |
| 9 грудня              | Горнкастл               | 2:0     | Грантем                 |
| 11 грудня             | Дарвен                  | 4:3     | Болтон Вондерерз        |
| 11 грудня             | Марлоу                  | 3:0     | Далвіч                  |
| 11 грудня             | Олд Ітоніанс            | 0:3     | Олд Вестмінстер         |
| 11 грудня             | Астон Вілла             | 2:2     | Вулвергемптон Вондерерз |
| 15 січня Перегравання | Вулвергемптон Вондерерз | 1:1     | Астон Вілла             |
| 22 січня Перегравання | Вулвергемптон Вондерерз | 3:3     | Астон Вілла             |
| 29 січня Перегравання | Астон Вілла             | 2:0     | Вулвергемптон Вондерерз |
| 11 грудня             | Олд Картузіанс          | +:-     | Лондон Каледоніанс      |
| 11 грудня             | Стейвелі                | 0:3     | Ноттс Каунті            |
| 11 грудня             | Локвуд Братерс          | 2:1     | Ноттінгем Форест        |
| 11 грудня             | Чатем                   | 1:4     | Олд Форестерс           |
| 11 грудня             | Волсолл Таун            | 2:7     | Мітчелл Сент-Джорджс    |
| 11 грудня             | Лік                     | 2:2     | Барслем Порт Вейл       |
| 20 січня Перегравання | Барслем Порт Вейл       | 1:3     | Лік                     |
| 11 грудня             | Черк                    | 0:0     | Голденгілл Вондерерз    |
| 20 січня Перегравання | Черк                    | +:-     | Голденгілл Вондерерз    |
| 11 грудня             | Гейнсборо Триніті       | 2:2     | Лінкольн Сіті           |
| 24 січня Перегравання | Лінкольн Сіті           | 1:0     | Гейнсборо Триніті       |
| 11 грудня             | Рентон                  | 0:2     | Престон Норт-Енд        |

## Четвертий раунд
До четвертого раунду увійшли переможці третього раунду.
Клуби Дарвен, Престон Норт-Енд, Марлоу, Ноттс Каунті, Астон Вілла, Олд Картузіанс, Локвуд Братерс, Олд Вестмінстер, Горнкастл, Черк, Лінкольн Сіті, Рейнджерс та Партік Тісл пройшли до наступного раунду після жеребкування.
| Дата     | Господарі            | Рахунок | Гості                |
| -------- | -------------------- | ------- | -------------------- |
| 15 січня | Свіфтс               | 0:2     | Олд Форестерс        |
| 15 січня | Мітчелл Сент-Джорджс | 0:1     | Вест-Бромвіч Альбіон |
| 29 січня | Кру Александра       | 0:1     | Лік                  |

## П'ятий раунд
До п'ятого раунду увійшли переможці четвертого раунду.
| Дата                   | Господарі            | Рахунок                   | Гості                |
| ---------------------- | -------------------- | ------------------------- | -------------------- |
| 22 січня               | Черк                 | 1:2                       | Дарвен               |
| 29 січня               | Ноттс Каунті         | 5:2                       | Марлоу               |
| 29 січня               | Олд Форестерс        | 0:3                       | Престон Норт-Енд     |
| 29 січня               | Олд Вестмінстер      | 1:0                       | Партік Тісл          |
| 29 січня               | Локвуд Братерс       | 0:1 (результат скасовано) | Вест-Бромвіч Альбіон |
| 12 лютого Перегравання | Вест-Бромвіч Альбіон | 2:1                       | Локвуд Братерс       |
| 29 січня               | Рейнджерс            | 3:0                       | Лінкольн Сіті        |
| 5 лютого               | Астон Вілла          | 5:0                       | Горнкастл            |
| 5 лютого               | Лік                  | 0:2                       | Олд Картузіанс       |

## Шостий раунд
До шостого раунду увійшли переможці п'ятого раунду.
| Дата      | Господарі      | Рахунок | Гості                |
| --------- | -------------- | ------- | -------------------- |
| 12 лютого | Астон Вілла    | 3:2     | Дарвен               |
| 19 лютого | Ноттс Каунті   | 1:4     | Вест-Бромвіч Альбіон |
| 19 лютого | Рейнджерс      | 5:1     | Олд Вестмінстер      |
| 2 березня | Олд Картузіанс | 0:2     | Престон Норт-Енд     |

## Півфінали
У півфіналах зіграли команди, що перемогли на попередньому етапі.
| Дата      | Господарі            | Рахунок | Гості            |
| --------- | -------------------- | ------- | ---------------- |
| 5 березня | Астон Вілла          | 3:1     | Рейнджерс        |
| 5 березня | Вест-Бромвіч Альбіон | 3:1     | Престон Норт-Енд |

## Фінал
| 2 квітня 1887 |

| Астон Вілла     | 2:0      | Вест-Бромвіч Альбіон |
| --------------- | -------- | -------------------- |
| Хантер Ходжеттс | Протокол |                      |

| Кеннінгтон Овал, Лондон Глядачів: 15 500 Арбітр: Майор Френсіс Мариндін |